# Corpse Party
Corpse Party (コープスパーティー Kōpusu Pātī?) är en visuell roman-äventyrsspelsserie som utvecklas av Team Gris Gris, 5pb. och Grindhouse.

## Spel

### Corpse Party
Corpse PartyHar fått två remakes: Corpse Party: Blood Covered och Corpse Party: Blood Covered ...Repeated Fear, varav den andra gavs ut av Xseed Games på engelska.
Corpse Party: Book of ShadowsEn uppföljare till Corpse Party som helt och hållet är en visuell roman, utan äventyrsspels-element.
Corpse Party: Blood DriveEn kommande uppföljare till Book of Shadows, men som åter igen har äventyrsspels-element.

### Corpse Party 2
Corpse Party 2 är en episodisk spelserie som utspelar sig fem år efter Corpse Party. Spelserien utvecklas av doujin-cirkeln Grindhouse, som består av personer kopplade till Team Gris Gris.
Corpse Party 2: Dead Patient: Chapter 1 - Another Jacket
Corpse Party 2: Dead Patient: Chapter 2

### Spin-offs
Corpse Party the Anthology: Sachiko no Renaiyūki Hysteric Birthday 2UEn spin-off som till skillnad från övriga spel i serien är en romantisk komedi.

## Annan media

### Manga
- Corpse Party: Blood Covered (2008-2012. 47 kapitel, 10 volumer. Skriven av Makoto Kedōin, illustrerad av Toshimi Shinomiya, utgiven av Square Enix i Gangan Powered och Gangan Joker.)
- Corpse Party: Musume (2010-2012. 20 kapitel, 3 volymer. Skriven av Makoto Kedōin, illustrerad av Mika Orii, utgiven av Media Factory i Monthly Comic Alive.)
- Corpse Party: Another Child (2011-2013. 17 kapitel, 3 volymer. Skriven av Team Gris Gris, illustrerad av Shunsuke Ogata, utgiven av Mag Garden i Monthly Comic Blade.)
- Corpse Party: Book of Shadows (2012-. 1 volym. Skriven av Makoto Kedōin, illustrerad av Mika Orii, utgiven av Media Factory i Monthly Comic Alive.)

### Anime
- Corpse Party: Missing Footage (2012. OVA, 1 avsnitt. Regisserad av Akira Iwanaga på Asread.)
- Corpse Party: Tortured Souls (2013. OVA, 4 avsnitt. Regisserad av Akira Iwanaga på Asread.)